# Chesias brunnea
Chesias brunnea är en fjärilsart som beskrevs av Hoffmeyer och Kerry Knudsen 1938. Chesias brunnea ingår i släktet Chesias och familjen mätare. Inga underarter finns listade i Catalogue of Life.